# جمینای ۴

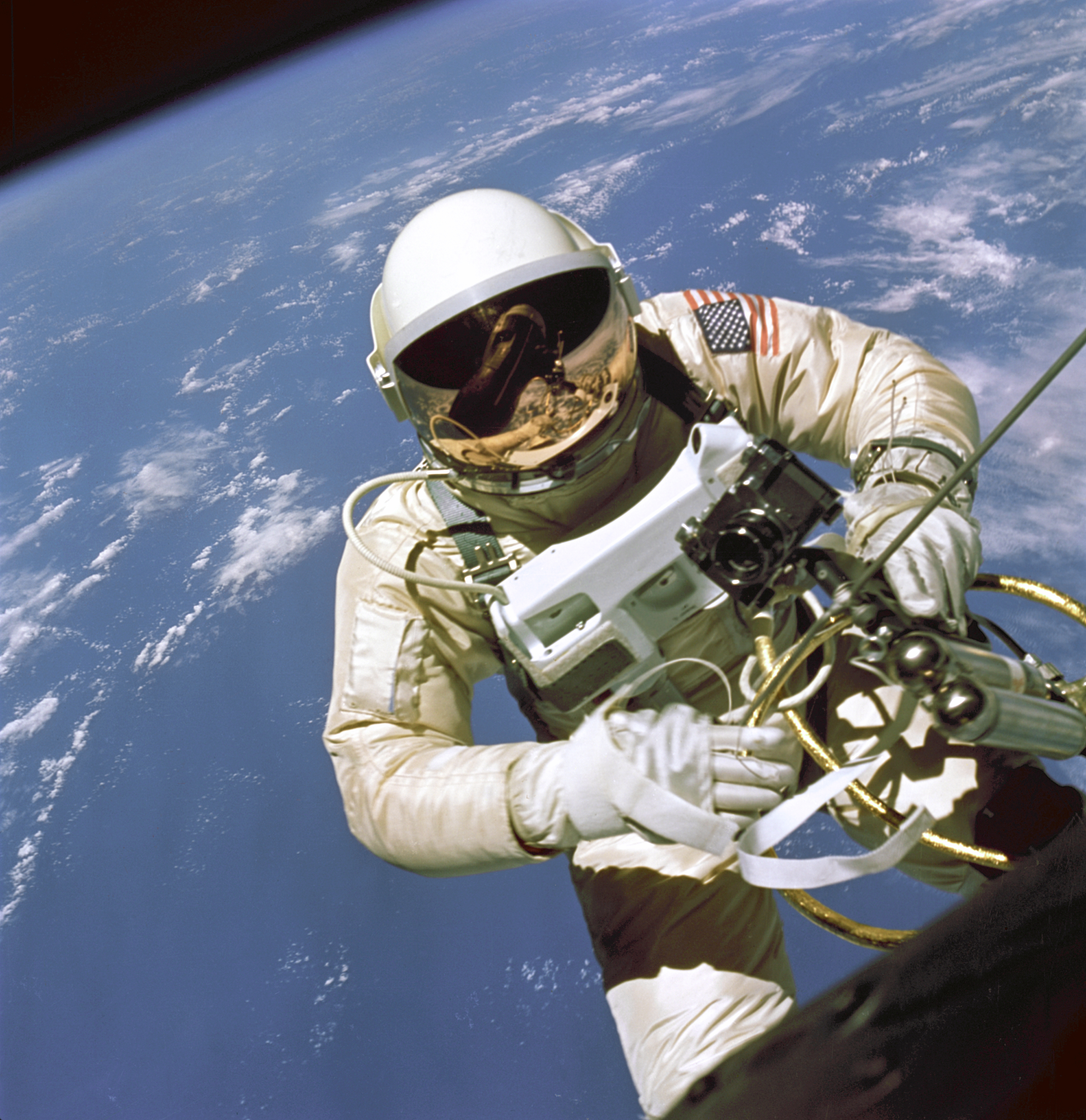
فضانورد جمینای ۴ در فضا

جمینای ۴ (به انگلیسی: Gemini 4) یکی از پروژه‌های فضایی ناسا بود.
این مأموریت ناسا در سال ۱۹۶۵ بوقوع پیوست، و دو فضانورد داشت.